# Zhu Hongyang
Zhu Hongyang, född 11 februari 1964, är en friidrottare från Kina. Hon deltog vid olympiska sommarspelen 1984.